# برايان غودفري
برايان غودفري (بالإنجليزية: Brian Godfrey)‏ (1 مايو 1940 في المملكة المتحدة - 11 فبراير 2010 في قبرص) هو مدرب كرة قدم ولاعب كرة قدم بريطاني في مركز الهجوم. شارك مع منتخب ويلز لكرة القدم. أما مع النوادي، فقد لعب مع أستون فيلا وبريستون نورث إيند وسكونثورب يونايتد ونادي إيفرتون ونادي بريستول روفيرز ونيوبورت كونتي وبورتلاند تيمبرز ونادي باث سيتي.

## وصلات خارجية
- برايان غودفري على موقع قاعدة بيانات كرة القدم.إي يو (الإنجليزية)